# Murasaki Shikibu

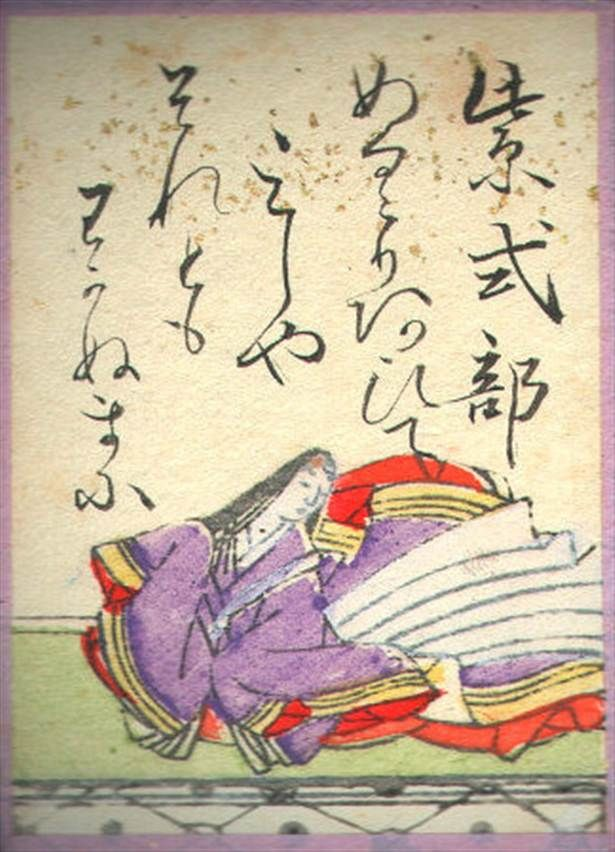
Wizerunek Murasaki Shikibu na karcie do gry uta-garuta (okres Edo)

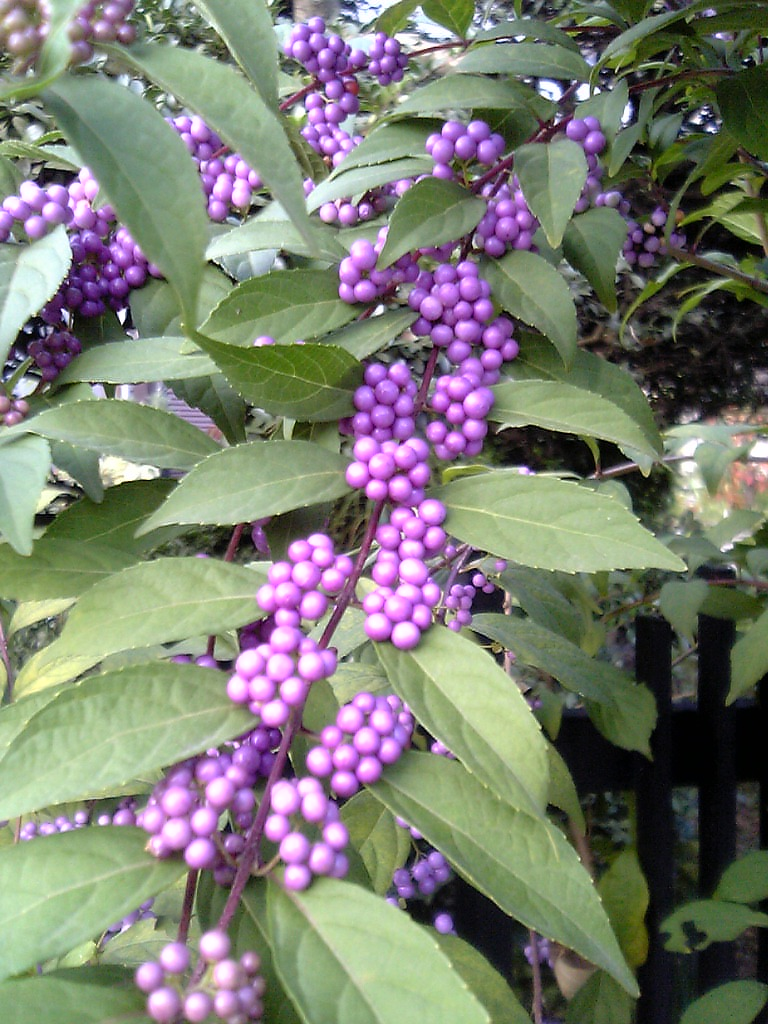
Krzew murasakishikibu (Callicarpa japonica)

Murasaki Shikibu (jap. 紫式部 Murasaki Shikibu; ur. ok. 973–975, zm. ok. 1014) – pseudonim (imię opisowe) japońskiej pisarki i poetki z okresu Heian. Zaliczana jest do Trzydziestu Sześciu Mistrzyń Poezji. Jej imię zostało umieszczone w „Zbiorze z Ogury” (Ogura hyakunin-isshu, „Zbiór z Ogura – po jednym wierszu od stu poetów”), zbiorze stu najpiękniejszych wierszy wybranych z wcześniejszych antologii poetyckich, utworzonym najprawdopodobniej przez poetę Teika Fujiwarę (1162–1241).

## Życiorys
Jej prawdziwe imię jest nieznane. Była córką uczonego konfucjanisty, arystokraty (bocznej gałęzi wpływowego rodu Fujiwara) i urzędnika administracji cesarskiej, Tametokiego Fujiwary (Fujiwara no Tametoki). Przyjmuje się, że jej imię pochodzi od jednej z jej bohaterek, Murasaki no Ue lub od koloru murasaki (fiolet). Natomiast shikibu pochodzi od nazwy tytułu i stanowiska jej ojca, mistrza ceremonii w Ministerstwie Ceremonii (Shikibu-shō). Prawdopodobnie jej imię własne brzmiało Takako. W 998 roku wyszła za mąż za Nobutakę Fujiwara (Fujiwara no Nobutaka). Z małżeństwa tego miała jedno dziecko, córkę o imieniu Kenshi (znaną jako Daini no Sanmi), również znaną poetkę i jedną z Trzydziestu Sześciu Mistrzyń Poezji. 
Od dzieciństwa miała kontakt z chińską i japońską poezją, gdyż jej przodkowie tradycyjnie mieli zainteresowania naukowe i artystyczne. Od około 1006 roku wraz z Ise no Taifu (1007, zm. po 1060; była jej bliską przyjaciółką), Akazome Emon (zm. po 1041) i Izumi Shikibu (975, zm. ok. 1027) służyła jako dama dworu cesarzowej Shōshi, małżonce cesarza Ichijō (980–1011).

## Twórczość
Najwybitniejszym dziełem damy Murasaki jest Genji monogatari (源氏物語, Opowieść o Genjim), napisana najprawdopodobniej w 1008 roku. Jest ona uznawana za pierwszą powieść w literaturze światowej oraz największe dzieło starożytnej literatury japońskiej. Z 54 zwojów 42 są poświęcone tytułowemu księciu Hikaru Genji. Obejmuje zdarzenia z ok. 70 lat. Występuje w niej kilkaset postaci. Losy bohaterów opisane są na tle wydarzeń społecznych i politycznych. Dzięki temu dzieło jest przedmiotem nieustających badań historyków. Na całym świecie napisano już tysiące opracowań i prac naukowych nt. Genji monogatari.
Między rokiem 1008 i 1010 Murasaki spisywała też dziennik Murasaki Shikibu nikki (紫式部日記, Dziennik Murasaki Shikibu) zawierający opisy uroczystości dworskich i obserwacji życia arystokracji. Dzieło wypełnione jest osobistymi przeżyciami i refleksjami autorki.
W zbiorach Chokusen-shū (勅撰集, antologie cesarskie poezji japońskiej, tytuł skrócony) zamieszczono łącznie 59 poematów Murasaki.

## Muzeum
W mieście Uji, w południowej części prefektury Kioto, znajduje się Genji Monogatari Museum (Uji-shi Genji Monogatari Myūjiamu). Zostało ono otwarte w 1998 roku. Prezentowane są tam materiały dotyczące opowieści o księciu Genjim i życia dworu w okresie Heian.

## Upamiętnienie
Murasakishikibu (ムラサキシキブ, 紫式部, pięknotka japońska Callicarpa japonica）– wieloletni krzew liściasty, rośnie naturalnie w lasach całej Japonii. Najbardziej ozdobnym elementem rośliny są kuliste, fioletowe jagody zebrane w grona. Nazwa pochodzi od imienia autorki Genji monogatari.
W 2000 roku Bank Japonii wprowadził do obiegu nowy banknot o nominale 2000 jenów. Na jego rewersie umieszczono scenę z „Opowieści o Genjim” (zaczerpniętą ze zwoju Genji monogatari emaki) i fragment postaci Murasaki Shikibu (z Murasaki Shikibu nikki emaki).
W 2012 roku parlament Japonii ustanowił dzień 1 listopada Dniem Klasyki (古典の日, Koten no Hi, ang. Classics Day) w celu promowania dzieł klasycznych. Dzień ten został wybrany przez komitet obchodów tysiąclecia Genji monogatari w 2008 roku. Przyjęto bowiem, że właśnie tego dnia przypada rocznica wzmianki o „Opowieści o Genjim” w „Dzienniku Lady Murasaki” (Murasaki shikibu nikki) w 1008 roku. Zgodnie z prawem klasyka obejmuje literaturę, muzykę, sztukę, sztuki sceniczne, styl życia oraz dzieła z dziedziny nauki i filozofii.